# Oneillornis
Oneillornis es un género de aves paseriformes perteneciente a la familia Thamnophilidae que agrupa a dos especies nativas de América del Sur, donde se distribuyen por la cuenca amazónica occidental desde el este de Ecuador, por el este de Perú, suroeste de la Amazonia brasileña, hasta el noroeste y centro de Bolivia. A sus miembros se les conoce por el nombre común de hormigueros. Hasta el año 2014, las especies estaban incluidas en el género Gymnopithys.

## Etimología
El nombre genérico masculino «Oneillornis» conmemora al ornitólogo estadounidense John Patton O'Neill (1942–) y del griego «ornis, ornithos»: ave.

## Características
Los hormigueros de este género son un dúo de aves pequeñas, midiendo alrededor de 14,5 cm de longitud, caracterizadas  por la garganta blanca, la notable banda supraloral también blanca, la corona negra y el barrado blanco de la cola; exhiben notable dimorfismo sexual, los machos de colores blanco, negro y gris y las hembras son predominantemente pardas (más pardo oliváceo en lunulatus). Habitan en selvas húmedas de baja altitud y son seguidores regulares de enjambres de hormigas guerreras.

## Lista de especies
Según las clasificaciones del Congreso Ornitológico Internacional y Clements Checklist v.2018, el género agrupa a las siguientes especies con el respectivo nombre popular de acuerdo con la Sociedad Española de Ornitología (SEO):
| Imagen | Nombre científico     | Autor                         | Nombre común           | EC (*) |
| ------ | --------------------- | ----------------------------- | ---------------------- | ------ |
|        | Oneillornis salvini   | (Berlepsch, 1901)             | hormiguero gorgiblanco | LC     |
|        | Oneillornis lunulatus | (P.L. Sclater & Salvin, 1873) | hormiguero lunulado    | LC     |

(*) Estado de conservación

## Taxonomía
Las dos especies incluidas en el presente género, anteriormente colocadas en Gymnopithys, se diferencian de las otras de este género por el notable dimorfismo sexual del plumaje, la ausencia del anillo periorbital de piel desnuda, el plumaje predominantemente gris y no pardo de los machos y las colas bien marcadas de las hembras; el estudio de Isler et al (2014) propuso la separación de estas dos especies en un nuevo género Oneillornis. Diversas clasificaciones ya adoptan esta separación, así como el Comité de Clasificación de Sudamérica (SACC), que aprobó la Propuesta N° 740 de reconocimiento del nuevo género.
Los estudios genéticos indican que los géneros Willisornis, Pithys, Phaenostictus, Phlegopsis, Gymnopithys —incluyendo al presente— y Rhegmatorhina forman un grupo monofilético de seguidores especializados de hormigas. Este grupo fue denominado «clado Pithys», dentro de una tribu Pithyini.